# Juan Pardo y Barreda
Juan Francisco Alejandro José Pardo y Barreda, (Lima, 17 de septiembre de 1862 - París, 5 de enero de 1943) fue un político y empresario peruano. Diputado por Carabaya, fue presidente de su Cámara en dos periodos (1907-1908 y 1917-1918).

## Biografía
Fue hijo de Manuel Pardo y Lavalle y Mariana Barreda y Osma. Su familia estaba ligada a los negocios empresariales y a la política. Su padre fue el fundador del Partido Civil, que llegó a ser Presidente del Perú de 1872 a 1876; su hermano menor, José Pardo y Barreda, llegó también a ser presidente del Perú, en dos oportunidades: 1904-1908 y 1915-1919.
Estudió en el Instituto de Lima y luego cursó estudios profesionales en la Escuela Nacional de Ingenieros. Con la intención de especializarse, viajó a Sajonia, Alemania, donde se recibió de ingeniero de minas.
Retornó al Perú, en plena Guerra del Pacífico. Se enroló en el cuerpo de ingenieros de la Reserva y participó en la defensa de Lima, peleando en la batalla de Miraflores (15 de enero de 1881).
Finalizada la guerra, se dedicó a la minería en la provincia de Carabaya (Puno). Además, dirigió una compañía explotadora de caucho en el Bajo Inambari (Madre de Dios) y fue uno de los directivos de la fábrica de tejidos La Victoria (Lima), la mayor del Perú en ese entonces.
En 1904 inició su actividad política, acompañando a su hermano José Pardo y Barreda en su gira proselitista en el sur del país, durante su primera campaña electoral a la presidencia del Perú.
En 1905, ya bajo el primer gobierno de su hermano, fue elegido diputado por Carabaya. Al año siguiente fue nombrado primer vicepresidente de su cámara, y en tal calidad, asumió interinamente la presidencia, por fallecimiento de su titular, Cesáreo Chacaltana, siendo luego confirmado en dicho cargo (1907-1909).
Durante el periodo entre 1906 y 1908, fue presidente del Club Nacional.
Finalizado su periodo legislativo, pasó a ser miembro de la Junta Electoral Nacional, como representante del Congreso (1910). Llegó a presidir aquella entidad electoral, poco antes de que fuera disuelta por el primer gobierno de Augusto B. Leguía (1911).
En 1915 resultó nuevamente elegido diputado por Carabaya y una vez más llegó a presidir su cámara, de 1917 a 1919. Por entonces su hermano José Pardo gobernaba por segunda vez. Cuando se produjo el golpe de Estado perpetrado por Augusto B. Leguía en 1919, marchó a Francia con su familia.
Falleció en París en 1943.